# Josep Maria Gallart i Riera
Josep Maria Gallart i Riera (Molins de Rei, 2 d'octubre de 1961) és un exfutbolista català de les dècades de 1980 i 1990.

## Trajectòria
Jugava a la posició de defensa central o de defensa lliure. Fou un dels grans exponents de la política de suport al futbol base endegada pel RCD Espanyol durant la dècada de 1980. Ingressà al primer equip el 1982 i hi romangué fins al 1989. En aquestes set temporades al club disputà 124 partits de lliga en els quals marcà 4 gols. També disputà 10 partits a la Copa de la UEFA 1987-88. Destacava com a marcador. En aquest sentit fou molt destacat el marcatge que li feu durant la Copa de la UEFA 1987-1988 a l'estrella de l'AC Milan Ruud Gullit. El 1989 fitxà pel CE Sabadell, que jugava a la Segona Divisió, on jugà dues temporades més, fins al 1991. Fou un cop internacional sots 21 amb la selecció d'Espanya l'any 1983.